# 4697 (1986 QO)
4697 (1986 QO) је астероид главног астероидног појаса чија средња удаљеност од Сунца износи 2,432 астрономских јединица (АЈ).
Апсолутна магнитуда астероида је 13,8.